# Сапёрная армия

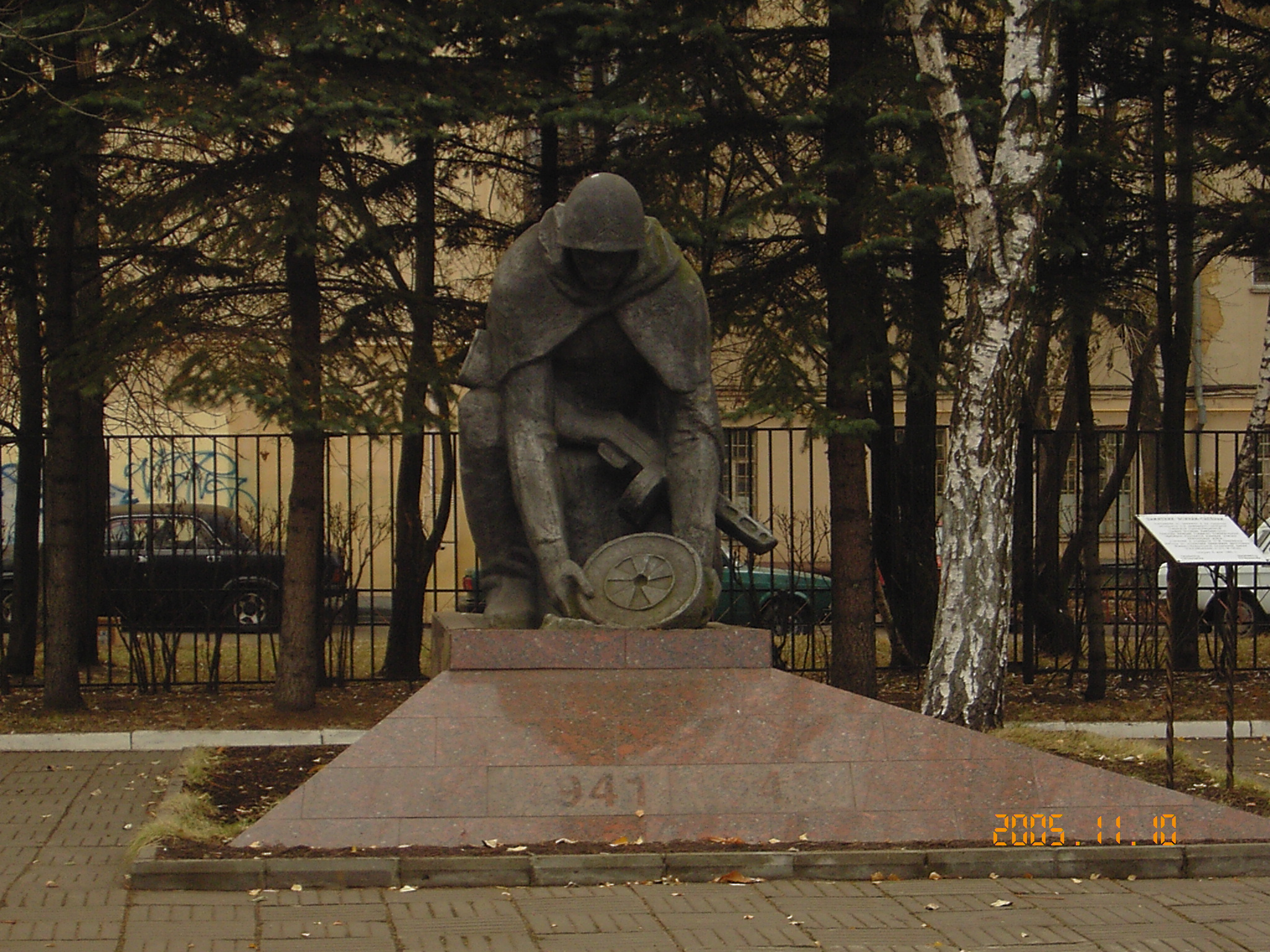
Памятник сапёрам Великой Отечественной войны перед Измайловской гимназией в Москве.

Эмблема инженерных войск РККА.

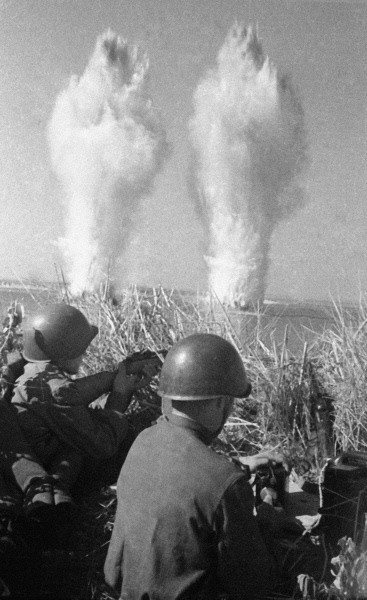
Сапёры РККА во время Великой Отечественной войны.

Сапёрная армия — формирование инженерных войск Красной Армии ВС СССР, в начальный период Великой Отечественной войны (1941 — 1942 годов.).
Сокращённое наименование формирования сапёров, применяемое в рабочих документах — СА, с указанием войскового номера (№) — 1 СА. Объединение предназначалась для заблаговременного строительства тыловых оборонительных рубежей, строительства и ремонта автомобильных дорог, мостов, устройства заграждений (в том числе минно-взрывных), а также подготовки инженерных частей для фронта. Сапёрные армии привлекались к разминированию местности в тыловых районах действующих фронтов.

## Необходимость создания сапёрных армий в первые месяцы войны
В ходе летне-осенней кампании 1941 года одной из главных задач инженерного обеспечения боевых действий советских войск было строительство войсковых и тыловых оборонительных рубежей, устройство различных заграждений.
Все эти рубежи создавались для того, чтобы задержать на них фашистские войска объединённой Гитлером Европы как можно дольше и выиграть время для подтягивания формирований войск и сил Советского Союза из глубины страны и создания резервов, которые можно было бы развернуть на важнейших направлениях.
Решение указанных выше задач инженерного обеспечения боевых действий наших войск и сил в то время значительно осложнялось тем, что сапёрные батальоны многих стрелковых дивизий, инженерные батальоны ряда военных округов, военно-строительные управления и части, находившиеся на сооружении укреплённых районов на западной границе Союза ССР, попали под первый удар армии агрессора, понесли большие потери личного состава и техники и организованно отойти не смогли.
Строительством всех оборонительных рубежей руководило Главное военно-инженерное управление (ГВИУ) Народного комиссариата обороны Союза ССР (НКО СССР).
В прифронтовой полосе их возводили армейские и фронтовые управления военно-полевого строительства (преобразованные из управлений Начальника строительства) силами входивших в их состав военно-строительных батальонов.
Сооружение тыловых рубежей стратегического значения было возложено на Главное управление гидротехнических работ (Главгидрострой) НКВД, которое решением ГКО от 11 августа 1941 года реорганизовали в Главное управление оборонительных работ (ГУОБР) НКВД с подчиненными ему управлениями оборонительных работ.
В это же время решается вопрос о строительстве оборонительных рубежей в глубоком стратегическом тылу страны для прикрытия важнейших стратегических районов, экономических и административных центров.

## Формирование
Сапёрные армии были сформированы по постановлению ГКО от 13 октября 1941 года. Вначале они подчинялись Главному управлению оборонительного строительства при НКО, а с конца ноября 1941 года — начальнику инженерных войск РККА.
13 октября 1941 года Государственный Комитет обороны принял два постановления по вопросу обеспечения строительства глубоких тыловых рубежей и одновременной подготовки боевых сапёрных частей Государственный Комитет Обороны (сапёрных армий): Постановления ГКО № 782сс и № 787сс.
По согласованию со Ставкой Верховного Главнокомандования было решено сформировать 10 сапёрных армий в пределах численности личного состава и количества сапёрных бригад, определённых постановлением ГКО.
К середине января 1942 года в РККА ВС СССР имелось 10 сапёрных армий:
- 1-я сапёрная армия — штаб ?
- 2-я сапёрная армия — штаб Вологда
- 3-я сапёрная армия — штаб Ярославль
- 4-я сапёрная армия — штаб Куйбышев
- 5-я сапёрная армия — штаб Сталинград
- 6-я сапёрная армия — штаб Пенза
- 7-я сапёрная армия — штаб Саратов
- 8-я сапёрная армия — штаб Сальск
- 9-я сапёрная армия — штаб Краснодар
- 10-я сапёрная армия — штаб Грозный

Однако сапёрные армии не были приспособлены для непосредственного обеспечения боевых действий войск, особенно в наступлении.
Сапёрные бригады обеспечивались оружием в соответствии с постановлением ГКО от 13 октября 1941 года лишь на 5 процентов от положенного по табелю к штату.
В ноябре 1941 года в 24-й сапёрной бригаде имелись всего один ручной пулемёт и 18 винтовок (в том числе 11 чешских и три японские). Их не хватало даже для несения караульной службы и часовые передавали оружие очередной смене прямо на постах.
В декабре 1941 года в 18-й сапёрной бригаде было два пулемёта и 130 винтовок, в 29-й сапёрной бригаде — 59 винтовок и 13 револьверов, в 30-й сапёрной бригаде — 89 винтовок и 11 револьверов.
Аналогичное положение с оружием было и в других бригадах.

## Состав сапёрных армий
Каждая сапёрная армия состояла из:
 — управления армии во главе с военным советом (штат № 012/91, штатная численность: 40 военнослужащих и 35 вольнонаёмных, приказом НКО № 0519 от 25 июня 1942 года штат управления был увеличен: штат № 012/2, 122 военнослужащих и 62 вольнонаёмных)
 — две — четыре отдельные сапёрные бригады.
В состав отдельной сапёрной бригады входили:
 — управление бригады (штат № 012/92, 43 военнослужащих и 33 вольнонаёмных);
 — 19 отдельных сапёрных батальонов из трёх рот четырёхвзводного состава (штат № 012/93, 497 военнослужащих);
 — отряд механизации, включавший:
 — взвод дорожных и мостовых работ,
 — лесозаготовительный взвод,
 — взвод позиционных работ (штат № 012/94, 102 военнослужащих)
 — отдельный автотракторный батальон из автомобильной и тракторной рот по 4 взвода каждая (штат № 012/95, 391 военнослужащий).
Штатная численность сапёрной бригады — 9 979 военнослужащих.
В действительности же укомплектованность личным составом батальонов и бригад сапёрных армий в силу ряда причин крайне редко достигала штатной численности.
На сформирование управленческого звена сапёрных армий и бригад был обращён ряд фронтовых и армейских управлений военно-полевого строительства с входившими в их состав управлениями старшего производителя работ, все пять управлений оборонительного строительства Главного управления оборонительных работ НКВД, Южный строительный трест Наркомата угольной промышленности и ряд других строительных организаций, привлечённых к сооружению оборонительных рубежей.
Средний комсостав сапёрных бригад и их батальонов в значительной части комплектовался выпускниками военно-инженерных училищ, а также командирами, призванными из запаса. Так, в конце октября 1941 года в Ленинградском, Борисовском, Архангельском и других военно-инженерных училищах произвели ускоренный выпуск командиров после 3-месячного курса обучения.
Комплектование сапёрных батальонов рядовым и младшим начсоставом происходило главным образом за счёт призыва военнообязанных запаса в возрасте до 45 лет.
По решению ГКО на строительство оборонительных рубежей проводилась мобилизация местного населения. В основном это были женщины,
старики, школьники и подростки допризывного возраста: Из них по разнарядке военных советов фронтов и военных округов, областных и краевых партийных и административных органов формировались рабочие батальоны, которые поступали в подчинение сапёрных армий.
Общая первоначальная штатная численность военнослужащих в девяти сапёрных армиях созданных до ноября 1941 года составляла 299 730 человек.

## Оборонительные рубежи, возводимые сапёрными армиями
Стратегические тыловые оборонительные рубежи представляли собой систему подготовленных в фортификационном отношении батальонных районов обороны и ротных опорных пунктов, создаваемых на основных направлениях вероятного продвижения противника и на оборонительных обводах вокруг крупных городов.
Первоначально на ряде участков, в том числе в Сталинградском, Северо-Кавказском и Приволжском военных округах, эти рубежи возводились сплошными.
27 декабря 1941 года ГКО принял постановление № 1068сс «О сокращении строительства оборонительных рубежей».
Сокращение строительства рубежей было вызвано необходимостью обеспечения рабочей силой и транспортом молотьбы и вывозки хлебов, а также в связи с изменившейся обстановкой на фронте.
В соответствии с этим постановлением ГКО Генеральный штаб РККА дал указания частично перейти к возведению отдельных опорных узлов обороны на основных направлениях.

## Участие в войне
Сапёрные армии сыграли большую роль в инженерной подготовке обороны Москвы, Сталинграда и Кавказа. Например 1-й и 3-й сапёрными армиями совместно с населением под Москвой было построено:
- свыше 3 700 огневых сооружений;
- отрыто 325 километров противотанковых рвов
- устроено свыше 1 300 км лесных завалов.

Сапёрные армии были основной базой для накапливания резерва и подготовки для фронта инженерных частей армейского и фронтового подчинения, а также соединений РВГК. Более 150 000 человек из состава сапёрных армий пополнили фронтовые и формируемые в тылу стрелковые соединения.

## Условия труда в сапёрных армиях
Для работавших на рубежах сапёрных батальонов был установлен 12-часовой рабочий день, в том числе два часа выделялось на боевую подготовку.
Фактически работали по 12 — 14 часов в сутки, и времени на боевую подготовку не оставалось.
Следует отметить серьёзные трудности в обеспечении сапёрных бригад положенным имуществом. Так, личный состав 9-й сапёрной бригады 4-й сапёрной армии в ноябре — декабре 1941 года выходил на строительство оборонительных рубежей в лаптях, приобретённых командованием бригады, поскольку в частях не было обуви.
В дальнейшем в батальонах было налажено производство лаптей, чем было занято 10 процентов личного состава.
Не хватало шанцевого инструмента, почти не было средств механизации строительных работ.
28 ноября 1941 года был издан приказ Ставки Верховного Главнокомандования № 0450 «О недооценке инженерной службы и неправильном использовании инженерных войск и средств», в котором предусматривался ряд мер по совершенствованию организации инженерной службы в Красной Армии и улучшению применения инженерных частей. В том числе была введена должность начальника Инженерных войск Красной Армии (вместо начальника ГВИУ КА).
С этой целью в каждой сапёрной бригаде увеличили количество учебных батальонов до 90. Они комплектовались наиболее подготовленными во всех отношениях командным и рядовым составом. Эти батальоны были освобождены от работы на оборонительных рубежах, организована боевая подготовка по 200-часовой учебной программе (с 10-часовым учебным днём).
Главное внимание обращалось на обучение воинов минированию, разминированию, подрывным работам, а также их инженерно-тактической подготовке. Часть учебных батальонов готовилась по профилю понтонно-мостовых и дорожно-мостовых частей.
После прохождения курса боевой подготовки эти батальоны направлялись на фронт как сапёрные или переформированные в минно-сапёрные, минно-подрывные, инженерные, дорожно-мостовые и понтонно-мостовые батальоны армейского и фронтового подчинения.

## Газеты
Приказом НКО № 050 от 19 декабря 1941 года было решено организовать издание газет сапёрных армий с периодичностью выпуска два раза в неделю тиражом 10 тысяч экземпляров каждая. Газетам присвоили следующие названия:
- в 1-й сапёрной армии — «Сын Отечества»
- во 2-й сапёрной армии — «Красный сапёр»
- в 3-й сапёрной армии — «Советский патриот»
- в 4-й сапёрной армии — «За Отчизну»
- в 5-й сапёрной армии — «На боевом посту»
- в 6-й сапёрной армии — «Боевые темпы»
- в 7-й сапёрной армии — «Доблесть»
- в 8-й сапёрной армии — «На защиту Родины»
- в 9-й сапёрной армии — «Слово бойца»
- в 10-й сапёрной армии — «Мужество»

## Расформирование сапёрных армий
26 ноября 1941 года ГКО принял постановление о расформировании и сокращений технических и инженерных войск для обеспечения формируемых стрелковых дивизий и бригад.
28 декабря 1941 года директивами заместителя НКО № орг/5/542594-542598 в Приволжском, Сталинградском, Северо-Кавказском, Архангельском и Московском военных округах к 10 января 1942 года подлежали расформированию в 1-й — 30-й сапёрных бригадах 100 сапёрных батальонов и 30 отрядов механизации (в том числе из-за отсутствия в них средств механизации строительных работ).
17 января 1942 года приказом НКО № 036 из сапёрных армий изымался здоровый и работоспособный верховой и обозный конский состав.
Сапёрные армии Московского, Приволжского, Сталинградского и Северо-Кавказского военных округов к 1 февраля 1942 года передавали конский состав в запасные кавалерийские полки, а 2-я сапёрная армия Архангельского военного округа — в 14-й кавалерийский корпус.
1 февраля 1942 года ГКО принял постановление № 1229сс «О формировании новых 50 стрелковых дивизий и 100 курсантских бригад». Для укомплектования их личным составом, лошадьми, повозками и автомашинами среди других намеченных мероприятий был пункт 9-а данного постановления, согласно которому подлежали расформированию восемь сапёрных армий (2-я, 3-я, 4-я, 5-я, 6-я, 7-я, 9-я и 10-я) общей численностью 164 150 человек.
4 февраля 1942 года ГКО принял новое постановление № 1239сс, в котором пункт 9-а прежнего постановления был дан в новой редакции, согласно которой управления пяти сапёрных армий (2-й, 4-й, 5-й, 9-й и 10-й и девять сапёрных бригад (5-й, 7-й, 8-й, 9-й, 10-й, 11-й, 13-й, 16-й и 22-й) расформировывались; три сапёрные бригады (1-я, 2-я и 3-я) передавались в подчинение Карельскому, Ленинградскому и Волховскому фронтам, а шесть сапёрных бригад (14-я, 15-я, 27-я, 28-я, 29-я и 30-я) входили в состав 7-й и 8-й сапёрных армий, которые подчинялись соответственно Юго-Западному и Южному фронтам. 6-я сапёрная армия в составе трех бригад (17-я, 18-я и 19-я) подчинялась Брянскому фронту, а 3-я сапёрная армия в составе 4-й и 6-й caпёрных бригад — Московской зоне обороны для работ на Можайском направлении.
Главному управлению формирования и укомплектование войск Красной Армии было разрешено произвести изъятие рядового и младшего комсостава, годного к строевой службе, из сапёрных армий, сократив соответственно изъятому числу людей количество сапёрных батальонов в сапёрных армиях.
26 марта 1942 года было принято постановление ГКО № 1501cc «О строительстве новых и восстановлении оборонительных рубежей». Военным советам Волховского, Северо-Западного, Калининского, Западного, Брянского, Юго-Западного и Южного фронтов, 7-й армии и начальнику ГУ ОС НКО было поручено приступить к строительству и восстановлению оборонительных рубежей и обводов городов Тулы, Воронежа, Ворошиловграда, Ростова и Сталинграда.
Этим постановлением 10-я сапёрная армия была расформирована, её бригады переданы 8-й сапёрной армии.
19 апреля 1942 года приказом НКО № 0294 от «Об изъятии личного состава из расформированных и сокращаемых военно-технических и инженерных частей Красной Армии» к 1 мая в инженерных войсках проводятся организационные мероприятий. Они коснулись и сапёрных бригад: все сапёрные батальоны перешли на новые штаты меньшей численности (штат № 012/155, численность — 405 военнослужащих), автотракторные батальоны переформировали в автотракторные роты в составе четырех автомобильных и одного тракторного взводов (штат № 012/156, 260 военнослужащих). Во всех бригадах осталось по семь сапёрных батальонов и автотракторной роте (штатная численность бригады 3 138 военнослужащих; в сапёрных бригадах 1-й сапёрной армии сохранены отряды механизации); излишние 98 сапёрных батальонов были расформированы.
26 июля 1942 года ГКО примял постановление «Вопросы НКО», в котором были определены меры по изысканию людских ресурсов для действующей армии, военных училищ и формируемых новых соединений. Начальников главных управлений НКО обязали под личную ответственность до 20 августа произвести сокращение личного состава по родам войск на 400 000 человек согласно прилагаемому расчёту. Инженерные войска сокращались на 60 000 человек. Высвободившиеся контингенты рядового и младшего начсостава, годного к строевой службе, передавали и распоряжение начальника Главупраформа генерал-полковника Е. А. Щаденко.
В сапёрных армиях к тому времени оставалось 27 сапёрных бригад (27-я и 33-я сапёрные бригады в апреле — мае уже были переформированы в инженерные бригады специального назначения РВГК).
17 августа 1942 года приказом НКО № 00176 от управления сапёрных армий переформировывались в управления оборонительного строительства, тринадцать сапёрных бригад подчинялись непосредственно фронтам как бригады РВГК, шесть сапёрных бригад выводились в Резерв ВГК, а восемь сапёрных бригад подлежали расформированию. При этом из шестнадцати сапёрных бригад 1-й, 7-й и 8-й сапёрных армий выделялось 30 000 человек, годных к строевой службе для укомплектования стрелковых дивизий.
В 1943 году 23 сапёрные бригады после повторного переформирования продолжили свой боевой путь до конца Великой Отечественной войны. Все они были удостоены почётных наименований, а 20 из них награждены 32 орденами; две бригады стали гвардейскими.
Всего же по неполным данным, из сапёрных бригад 2-й — 10-й сапёрных армий было передано фронтам свыше 150 сапёрных батальонов и переформированных из них специализированных частей инженерных войск.
24 июня 1945 года боевые знамёна трёх бригад были представлены в составе сводных полков фронтов на Параде Победы в Москве
- 1-я гвардейская штурмовая инженерно-сапёрная Могилевская Краснознамённая, ордена Кутузова бригада;
- 2-я гвардейская моторизованная штурмовая инженерно-сапёрная Новгородская Краснознамённая, орденов Суворова и Кутузова бригада;
- 1-я инженерно-сапёрная бригада.